# Sophie Wilmès
Pour les articles homonymes, voir Wilmes.
Sophie Wilmès (/sɔ.fi wil.mɛs/), née le 15 janvier 1975 à Ixelles, est une femme d'État belge francophone. Membre du Mouvement réformateur (MR), elle est Première ministre entre octobre 2019 et octobre 2020 et la première femme à occuper ce poste en Belgique.
Conseillère communale à Uccle puis échevine à Rhode-Saint-Genèse entre 2000 et 2015, elle devient en 2014 députée fédérale en suppléance de Didier Reynders. Elle entre en 2015 au gouvernement, comme ministre du Budget et de la Loterie nationale, et y ajoute les compétences de la Fonction publique et de la Politique scientifique trois ans plus tard, lorsque la N-VA quitte l'exécutif fédéral.
Le 27 octobre 2019, elle devient Première ministre du gouvernement d'affaires courantes, après l'élection de Charles Michel à la présidence du Conseil européen et dans l’attente de la formation d’un nouveau gouvernement, devenant ainsi la première femme à occuper ce poste en Belgique. Elle forme un gouvernement de crise le 17 mars 2020 dans le cadre de la pandémie de Covid-19.
Elle est remplacée le 1er octobre 2020 par Alexander De Croo, dont elle devient Vice-première ministre et ministre des Affaires étrangères. Elle entre quelques jours plus tard en soins intensifs à la suite de sa contamination à la Covid-19, et y reste admise une semaine. Elle se met dix-huit mois plus tard en congé de ses fonctions ministérielles, pour des raisons familiales, et démissionne en juillet 2022. Elle redevient ainsi députée fédérale et première échevine à Rhode-Saint-Genèse.
En février 2024, elle est désignée tête de liste MR aux élections européennes. Elle obtient 543.821 voix, un record en Belgique francophone.
Depuis 2020, elle est considérée comme l'une des personnalités politiques préférées des Belges, en tête dans les baromètres de popularité,,,.

## Enfance et études
Sophie Wilmès est issue d'une famille engagée en politique. Son père, Philippe Wilmès, a été professeur d'économie à l'Université catholique de Louvain, régent de la Banque nationale de Belgique et administrateur de nombreuses sociétés privées et publiques. Il a été également membre de plusieurs cabinets ministériels, notamment celui de Jean Gol. Ses grands-parents paternels sont tués lors du bombardement de Limal lors de la Deuxième Guerre. Sa mère a travaillé dans plusieurs cabinets, notamment celui de Mieke Offeciers. D'origine juive, elle a perdu plusieurs membres de sa famille lors de la Shoah.
Sophie Wilmès passe son enfance à Grez-Doiceau en Wallonie et ensuite à Rhode-Saint-Genèse en périphérie de Bruxelles.
Sophie Wilmès est licenciée en communication appliquée, section publicité de l'Institut des hautes études des communications sociales (IHECS), et en gestion financière de l'ISC Saint-Louis.

## Parcours professionnel
Après avoir travaillé dans une agence de publicité, Sophie Wilmès effectue un stage à la Commission européenne en tant qu'assistante d'administration dans une unité de gestion financière chargée du contrôle budgétaire de dossiers d'assistance technique.
Elle poursuit sa carrière en tant que conseillère économique et financière au sein d'un cabinet d'avocats d’affaires.

## Parcours politique

### Local
Ses premiers pas en politique remontent à sa gestion de la campagne électorale d'Éric André aux élections communales de 2000 à Uccle, où elle est elle-même 29e sur la liste PRL-FDF. Elle est élue conseillère communale.
Par la suite, elle se réinstalle à Rhode-Saint-Genèse et y prend un poste d’échevine.
En 2014, elle est élue conseillère provinciale du Brabant flamand. Candidate dans le district de Hal sur la liste de l'Union des francophones (UF), elle remporte 3 505 voix de préférence, soit le meilleur score personnel des élus de l'UF.
À la suite de son départ du gouvernement fédéral en juillet 2022, elle réintègre le Collège des bourgmestre et échevins de Rhode-Saint-Genèse. Elle est actuellement première échevine, chargée des Finances et du Budget, de la Communication, de la Culture francophone, de l'Accueil d'enfants, des Classes moyennes et de la Durabilité.

### Fédéral
Aux élections fédérales du 25 mai 2014, Sophie Wilmès est première suppléante sur la liste fédérale. Elle remplace Didier Reynders à la Chambre le 14 octobre suivant, celui-ci étant reconduit au poste de ministre des Affaires étrangères, et elle s'inscrit à la commission des Finances et du Budget.
En septembre 2015, le ministre fédéral du Budget Hervé Jamar choisit d'occuper à partir du 1er octobre suivant le poste de gouverneur de la province de Liège et se retire du gouvernement fédéral. Sophie Wilmès lui succède le 22 septembre. Après la rupture de la coalition au pouvoir, elle devient également le 9 décembre 2018 ministre fédérale de la Fonction publique.

### Première ministre
Lors du comité ministériel restreint du 26 octobre 2019, Sophie Wilmès est choisie pour succéder à Charles Michel, dont elle est considérée comme une proche, au poste de Premier ministre. Ce dernier, également membre du MR, est déchargé de ses fonctions le lendemain afin de prendre dans les meilleures conditions le poste de président du Conseil européen le 1er décembre. Première femme à assumer la direction du gouvernement belge, elle prend cependant la tête d'un exécutif d'affaires courantes pour quelques semaines ou mois et privé de majorité à la Chambre,. Elle prête serment devant le roi Philippe le lendemain, et David Clarinval lui succède dans ses fonctions ministérielles.
Le 5 février 2020, la Première ministre se rend en République démocratique du Congo pour réaffirmer l'amitié belgo-congolaise, après un refroidissement diplomatique de 2016-2019. La dernière visite d'un Premier ministre belge datait de dix ans.
Elle est classée 68e femme la plus puissante du monde par le magazine Forbes pour l'année 2019.
Le 17 mars 2020, elle forme un gouvernement de plein exercice disposant d'une majorité parlementaire et bénéficiant de « pouvoirs spéciaux » valables jusqu'au 1er octobre lui permettant de légiférer sans obtenir l'accord du Parlement, pouvoirs néanmoins limités à la gestion sanitaire et économique de la crise de maladie à coronavirus. Pour les autres domaines, elle reste chef d'un gouvernement minoritaire et en affaires courantes.
Sa gestion de la crise suscite des réactions contrastées au sein de la population. Elle est ainsi la personnalité politique préférée des Belges francophones en juin 2020,. Un mois plus tôt cependant, le 16 mai, le personnel soignant de l'hôpital Saint-Pierre proteste contre les coupes budgétaires du gouvernement précédent en lui tournant le dos lors de sa visite de l'hôpital,.
En mai, la Belgique connaissait un taux de mortalité lié à la COVID-19 des plus élevés au monde,. Ce taux de mortalité serait en partie expliqué par la méthode de comptage belge,.

### Ministre des Affaires étrangères
Elle quitte son poste le 1er octobre 2020, intégrant le gouvernement de son successeur Alexander De Croo comme vice-Première ministre et ministre des Affaires étrangères ; elle est la première femme à diriger la diplomatie belge.
Du 22 au 28 octobre 2020, Sophie Wilmès est admise en soin intensif de l'hôpital Chirec de Delta, alors qu'elle avait contracté la maladie à Covid-19,. Elle reprend son travail à la tête de la diplomatie belge le 23 novembre.
Le 30 décembre, Wilmès appelle devant l'Assemblée des États parties au Statut de Rome, à inscrire l'écocide comme un crime au regard du droit international.
Elle annonce le 21 avril 2022 qu'elle se met en congé de ses fonctions ministérielles sans rémunération en raison de problèmes de santé rencontrés par son mari, atteint d'un cancer. Cela implique que, toujours officiellement ministre et vice-Première ministre pendant cette période, ses compétences ministérielles au sein du gouvernement fédéral sont temporairement réparties entre le Premier ministre Alexander De Croo, qui assume ses compétences en matière d'affaires étrangères et européennes ; le ministre des Classes moyennes David Clarinval, qui se voit confier temporairement la responsabilité du commerce extérieur ; et le secrétaire d'État à la Digitalisation Mathieu Michel, chargé des institutions culturelles fédérales.
Le 14 juillet 2022, Sophie Wilmès remet sa démission de membre du gouvernement. Hadja Lahbib lui succède le lendemain.

### Députée européenne
Initialement annoncée comme tête de liste à Bruxelles aux élections fédérales de 2024 et à la suite du retrait de Charles Michel dont la candidature avait suscité de vives critiques, Sophie Wilmès annonce en interne sa volonté de tirer la liste européenne contre l'avis de son président de parti. Elle obtiendra finalement gain de cause et l'ancienne ministre Valérie Glatigny la remplace à la tête de la liste fédérale.
Pendant la campagne, elle mettra principalement en avant les questions des valeurs européennes et de l'autonomie stratégique de l'UE. Elle obtient 543.821 voix de préférence et bat ainsi le record détenu par Elio Di Rupo depuis 2004. Le MR finira largement en tête des élections européennes, avec un score de 34,88% dans le Collège électoral francophone.
En juin 2024, son nom circule comme future présidente du groupe Renew Europe au Parlement européen sans pour autant qu'elle ne dépose officiellement sa candidature. Valérie Hayer est réélue à ce poste.
Le 16 juillet 2024, elle est élue vice-présidente du Parlement européen, dès le premier tour, avec 371 voix.

## Vie privée
Sophie Wilmès est mariée depuis 2002 avec Christopher Stone, de nationalité australienne et originaire de Tasmanie. Le couple a trois enfants, alors que Christopher Stone a un fils d'une précédente union. La famille réside à Rhode-Saint-Genèse,. Elle annonce le 21 avril 2022 que son mari souffre d'un cancer agressif du cerveau. Il décède dans la nuit du 24 au 25 novembre 2023 des suites de son cancer.

## Mandats politiques
Résumé des mandats occupés par Sophie Wilmès : 
- 2000 - 2006 : conseillère communale d'Uccle ;
- Depuis 2007 : conseillère communale de Rhode-Saint-Genèse ;
- 2007 - 28 septembre 2015 : première échevine des Finances, du Budget, de l'Enseignement francophone, de la Communication et de l'Économie locale à Rhode-Saint-Genèse ;
- 15 décembre 2012 - 14 octobre 2014 : conseillère provinciale du Brabant flamand ;
- 14 octobre 2014 - 22 septembre 2015 : députée fédérale, suppléante de Didier Reynders ;
- 22 septembre 2015 - 27 octobre 2019 : ministre fédérale du Budget, chargée de la Loterie nationale ;
- 9 décembre 2018 - 27 octobre 2019 : ministre fédérale de la Fonction publique, chargée de la politique scientifique ;
- 27 octobre 2019 - 1er octobre 2020 : Première ministre ;
- 1er octobre 2020 - 14 juillet 2022 : vice-Première ministre, ministre fédérale des Affaires étrangères, des Affaires européennes et du Commerce extérieur, et des Institutions culturelles fédérales ;
- 14 juillet 2022 - 9 juin 2024 : députée fédérale ;
- 14 juillet 2022 - 9 juin 2024 : première échevine à Rhode-Saint-Genèse des Finances, du Budget, de la Communication, de la Culture francophone, de l'Accueil d'enfants, des Classes moyennes et de la Durabilité.
- Depuis le 16 juillet 2022 : députée européenne

## Distinctions
- Grand officier de l'ordre de Léopold en 2024[47]. Commandeur en 2019[48].
- Grand-croix de l'ordre de Mérite du grand-duché de Luxembourg (en mars 2023).